# Hypothyris intermedia
Hypothyris intermedia är en fjärilsart som beskrevs av Butler 1873. Hypothyris intermedia ingår i släktet Hypothyris och familjen praktfjärilar. Inga underarter finns listade i Catalogue of Life.